# 10 O'Clock Live
10 O'Clock Live is een Brits komisch televisieprogramma dat van 2011 tot en met 2013 uitgezonden werd en gepresenteerd werd door Charlie Brooker, Jimmy Carr, Lauren Laverne en David Mitchell.
Het programma werd in mei 2010 in opdracht gemaakt na het succes van Channel 4's Alternative Election Night, gepresenteerd door dezelfde vier presentatoren. De eerste serie verscheen in 2011, met twee daaropvolgende series in 2012 en 2013. In oktober 2014 werd bevestigd dat de show niet zou worden voortgezet.
Het nummer "Bernie" van Jon Spencer Blues Explosion werd gebruikt als thema van de show.